# HMS Undaunted (R53)
HMS Undaunted (R53) va ser un destructor, classe U, de la Royal Navy que va estar de servei durant la Segona Guerra Mundial. Es va veure després convertit en una fragata ràpida i antisubmarina de Tipus 15, amb el nou nom de banderí F53.